# Oberpfaffenhofen

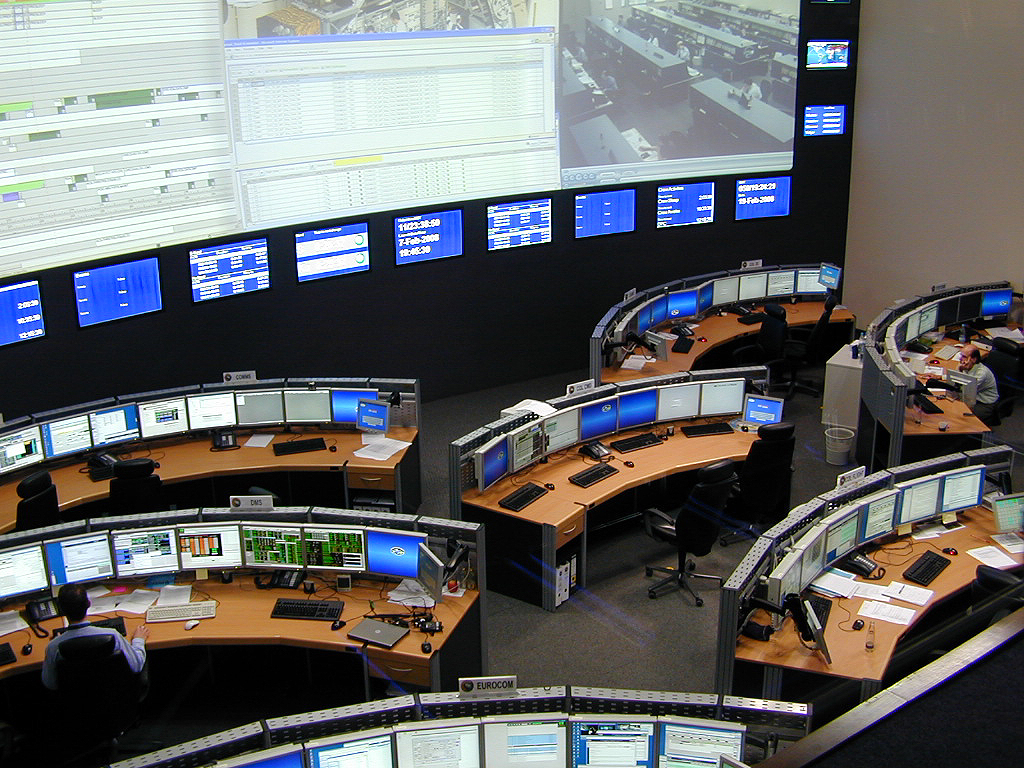
German Space Operations Center (GSOC) Oberpfaffenhofen

Oberpfaffenhofen là một làng trong xã Weßling thuộc huyện Starnberg, Bayern, Đức. Nó nằm cách trung tâm thành phố Munich 20 km.
Tại đây có trụ sở chính của Cơ quan hàng không vũ trụ Đức (Deutsches Zentrum für Luft- und Raumfahrt, DLR) và nó trở nên nổi tiếng vào năm 1983 khi nhà du hành vũ trụ đầu tiên của Tây Đức, nhà vật lý học Ulf Merbold bay vào vũ trụ bằng tàu con thoi trong phi vụ tới trạm Spacelab. Các phi vụ này có sự tham gia của Trung tâm điều hành không gian Đức (German Space Operations Center - GSOC) nằm ở Oberpfaffenhofen.
Trung tâm nghiên cứu của DLR ở Oberpfaffenhofen bao gồm Trung tâm điều khiển mô-đun Columbus và cũng là đóng góp của DLR trong Cơ quan không gian châu Âu và EADS Astrium, cũng như các viện Fraunhofer và các viện nghiên cứu khoa học khác.
Tại Oberpfaffenhofen cũng có các nhà máy công nghiệp (gồm Dornier Luftfahrt GmbH, một chi nhánh của hãng sản xuất máy bay Fairchild Dornier). Hãng này và DLR cùng nhau chia sẻ hoạt động sân bay tại đây.